# Famille recomposée
Une famille recomposée est une famille constituée d'un couple vivant avec au moins un enfant dont un seul des conjoints est le parent. Plus précisément, outre son père, sa mère et ses frères et sœurs, peuvent s'ajouter dans le cas d'une famille recomposée :
- une belle-mère ou un beau-père qui est le conjoint du père ou de la mère;
- des demi-frères ou demi-sœurs, enfants avec lesquels on a un seul parent en commun ; enfants du conjoint du père ou de la mère avec lesquels on n'a aucun lien de sang.
- des beaux-frères ou belles-sœurs, frères ou sœurs de notre conjoint

## Origine de l'expression famille recomposée
L'expression famille recomposée est apparue en sociologie à la fin du XXe siècle. Symptôme d'une évolution des structures familiales née d'un bouleversement des mentalités et des mœurs dans les sociétés postmodernes, elle est introduite pour la première fois en 1987 par la sociologue Irène Théry dans un numéro spécial intitulé « Les beaux enfants » de la revue Dialogue.

## Famille recomposée et couple recomposé
Dans ces familles, la difficulté principale est l'acceptation par le ou les enfants du précédent mariage ou union, du nouveau beau-parent et éventuellement de ses enfants, et vice-versa. La difficulté vient donc du fait que l'enfant vit auprès d'un couple recomposé plutôt que d'une famille recomposée. Il convient de noter que malgré quelques tentatives, l'expression « famille recomposée » a pris le dessus sur l'expression « couple recomposé ».

## Le conflit de loyauté
Le conflit de loyauté est un phénomène qui peut arriver chez les enfants ou adolescents en famille recomposée qui se sentent pris à choisir entre leurs deux parents biologiques ou le nouveau beau-parent. Il s’agit d’un phénomène fréquent chez les enfants issus de familles recomposées. Ce conflit peut prendre différentes formes pour l’enfant dépendant de la réaction et la gestion de ce conflit entre le parent biologique et le beau-parent. Il dépend aussi de la présence du parent biologique dans la vie de son enfant. De ce fait, plusieurs variantes du conflit de loyauté sont possibles pour les enfants en famille recomposée et il peut être absent de la vie de ces enfants aussi. Il va y avoir présence ou pas d’un conflit de loyauté chez l’enfant ou l’adolescent qui dépendent de sa relation avec les adultes importants dans sa vie comme son beau-parent et son parent.

## Le rôle du beau-parent
Au Québec, beau-parent n’est pas représenté de la même façon dans chaque famille. Certaines de ses familles n’ont pas l’intention d’opter pour donner un rôle au beau-parent. Lors de la formation du couple, le parent biologique ne considère soit presque jamais le beau-parent puisqu’il ne se sens pas tout à fait à l’aise de lui céder une partie de sa tâche. Le beau-parent, lui aussi doit prendre des initiatives, mais plusieurs n’en prennent pas conscience  du fait qu’il est rendu dans une famille où leur rôle est plus important . Dans plusieurs cas, ils n’ont aucun droit sur l’enfant lorsqu’il y a séparation.
Le beau-parent est perçu de plusieurs façons dans les familles recomposées. On y trouve le parent remplaçant, le parent additionnel et le faux parent . Le parent remplaçant est un beau-parent qui s’ajoute directement dans la vie d’un enfant. Donc qui s’installe avec la famille dès le début de la relation alors que le père n’est plus du tout présent. Ce type de relation est souvent plus difficile à établir, plus complexe et peut prendre plus de temps pour se développer, il remplace instantanément le parent biologique. Le parent additionnel, est un beau-parent qui s’ajoute lui aussi mais comme supplément à la famille. Celle-ci est souvent beaucoup plus facile à s’adapter parce qu’il ne remplace pas le parent biologique. Le faux parent est un terme utilisé lorsque le beau-parent tente de remplacer le parent biologique, mais sans qu’il ait réussi à établir une relation parentale importante avec l’enfant. Cette conception du beau-parent est plus difficile comme relation.Les attentes un envers l’autre peuvent être décevante ou impossible. Chaque relation entre un enfant et un beau-parent est unique. Elle peut être influencée par plusieurs facteurs dont l’âge de l’enfant, la personnalité de chacun, leurs intérêt, etc.

## Le beau-père et la belle-mère
Dans une famille recomposée, la nouveauté est le beau-parent, soit le beau-père ou la belle-mère. Ils doivent prendre le temps de trouver leur place au sein des membres de la famille. En tant que beau-père ou belle-mère, il faut savoir se faire respecter pour trouver sa place même s'il ne vient pas de la famille. Le conjoint du beau-parent est un allié. Il connaît sa famille et ses enfants donc peut s’engager avec le beau-parent à ce que tout le monde puisse vivre ensemble.

## Situation en France
En France, en 2011, près de 1,8 million d'enfants de moins de 18 ans vivaient dans une famille recomposée.
Dans les familles recomposées, on trouve :
- des demi-frères ou demi-sœurs, enfant avec lequel on a un parent en commun ;
- des belles-mères ou beaux-pères ;
- des beaux-frères ou belles-sœurs (parfois aussi appelés quasi-frères ou quasi-sœurs), enfant qui n'a aucun lien de sang mais avec lequel on grandit[10],[11].

## Situation au Québec, Canada
Au Québec, en 2011, près de 15,3% des familles biparentales sont recomposées, soit 127 845 familles. Pour 12,6% des familles au Canada en 2011.
Il y existe différentes variantes dans ces familles recomposées :
·        De l’ensemble de ces familles, 59,8% sont issues d’une famille recomposée simple soit, 76 515 familles.
·        Sur l’ensemble de ces familles, 40,2% sont issues d’une famille recomposée complexe soit, 51 330 familles.

## Les types de familles recomposées
Il y existe deux types de familles recomposées, soit simples et complexes. La famille recomposée simple est celle où seulement un des deux conjoints a au moins un enfant. La famille recomposée complexe peut se former de deux façons.La première façon réside dans le fait qu’un des deux parents a minimalement un enfant et que les deux nouveaux conjoints en ont un ensemble. La deuxième façon est que les deux nouveaux conjoints apportent minimalement un enfant dans la famille recomposée. Une grande partie des familles recomposées se classent dans une de ces deux composantes de la famille recomposée.